# 纤冠藤属
纤冠藤属（学名：Gongronema）是萝藦科下的一个属，为秃净、缠绕状灌木或亚灌木植物。该属共有15种，分布于东半球热带地区。